# 特羅波韋
48°39′12″N 27°56′32″E / 48.65333°N 27.94222°E
特羅波韋（烏克蘭語：Тропове），是烏克蘭西南部的村莊，隸屬文尼察州的莫希利夫-波季利斯基區。該村始建於1580年，面積2.79平方公里，海拔高度236米，2001年人口982，人口密度每平方公里351.97人。